# Broomridge
Broomridge és un districte al sud de la ciutat de Stirling, Escòcia, situat al nord de Bannockburn i a l'est de St. Ninians. És la seu de Bannockburn High School i també és servida per l'Escola Primària Braehead al barri veí de Braehead.
La zona, anteriorment un poble fora de la ciutat, s'ha expandit a causa de la construcció en curs de nous habitatges privats entre els anys 1960 i 1990 i ara es troba dins dels límits de la ciutat. La gran majoria de Broomridge és ocupada per l'habitatge, i la zona és típica d'habitatges de nova construcció als afores de les ciutats i ciutats d'Escòcia. Un petit parcel forestal proper al Bannockburn High School anomenat Balquiderrock Woods (conegut localment com a Woodland Bluebell pel seu creixement de flors a la temporada de primavera) continua sent protegit sota la legislació que ho considera una reserva de vida silvestre.